# CLUB GENEON
CLUB GENEON（クラブジェネオン）は、テレビ神奈川で2007年の7月から9月まで放送されていた、ジェネオンエンタテインメントのRONDO ROBEレーベルアニメ作品のプロモーション番組である。

## 概要
2007年の7月から9月の期間限定で放送され、ジェネオンの新作アニメ『撲殺天使ドクロちゃん2（セカンド）』や、過去の作品の放映・プロモーションを行った。

## 放送局
- テレビ神奈川 2007年7月7日 - 毎週土曜日28:00 - 28:30（日曜日4:00 - 4:30）
  - 4時間前の土曜24:00には、同じくジェネオンがスポンサーに名を連ねる『アニメTV』が放送されていた。

## 内容
1. （7月7日）Maid Special Vol.1 『HAND MAID メイ』 第1話
2. （7月14日）ドクロちゃん2オンエア直前すぺしゃる!（1）
3. （7月21日）ドクロちゃん2オンエア直前すぺしゃる!（2）
4. （7月28日）ドクロちゃん2オンエア直前すぺしゃる!（3）
5. （8月4日）ドクロちゃん2オンエア直前すぺしゃる!（4）
6. （8月11日）Maid Special Vol.2 『まほろまてぃっく』 第1話
7. （8月18日）Maid Special Vol.3 『花右京メイド隊 La Verite』 第1話
8. （8月25日）Maid Special Vol.4 『これが私の御主人様』 第1話
9. （9月1日）『苺ましまろ』 第1話
10. （9月8日）『藍より青し』 第1話
11. （9月15日）『ガンパレード・マーチ 〜新たなる行軍歌〜』 第1話
12. （9月22日）『マリア様がみてる』 第1話
13. （9月29日）『ナースウィッチ小麦ちゃんマジカルて』 KARTE.1

Maid Specialは各作品の第1話を放送。『まほろまてぃっく』など、初の地上波放送となった作品もある。
『ドクロちゃん2オンエア直前すぺしゃる!』では、8月11日の『アニメTV』での『撲殺天使ドクロちゃん2』の放映に向けて、前半はパーソナリティーのトーク、後半は『撲殺天使ドクロちゃん』第1期を放送。

## 出演者
- 第2回：おかゆまさき（原作者）、千葉紗子（ドクロちゃん役）、水島努（監督）
- 第3回：おかゆまさき、千葉紗子、伊平崇耶（プロデューサー）
- 第4回：おかゆまさき、千葉紗子、和田敦（電撃文庫編集部）、川本亜希（同）
- 第5回：おかゆまさき、千葉紗子、川澄綾子（水上静希役）

## スタッフ
第2回 - 第5回のもの。
- 企画：RONDO ROBE
- 構成：非常ベルボーイ
- 撮影：曽我重善、舘田祐介、二瓶理紗子
- 照明：田島慎、橋本夕子
- 美術：坂井之納、大谷理人
- 編集：田村道康
- MA：菊地一之
- 音楽：佐藤悠
- タイトルCG：秦勝行
- メイク：有田桃子
- 撮影協力：ACスタジオ 打越領一、プロセンスタジオ 臼杵俊之、東京フィルムセンタースクールオブアート専門学校
- 制作進行：南守複、志田知隆
- ラインプロデューサー：香川広憲
- プロデューサー：礒﨑俊也、飯田尚史、川瀬浩平
- チーフプロデューサー：手塚真一
- 演出：ヤマシタヒロシ
- 協力：木工ボンド部、電撃hp編集部、ビックショット 石川功
- 製作総指揮：伊平崇耶
- 制作：東芝デジタルフロンティア
- 製作：ジェネオンエンタテインメント